# The Whispering Chorus
The Whispering Chorus è un film muto del 1918 diretto da Cecil B. DeMille. Prodotto dalla Famous Players-Lasky Corporation e distribuito dalla Paramount Pictures, aveva come interpreti Raymond Hatton, Kathlyn Williams, Edythe Chapman, Elliott Dexter, Noah Beery, Guy Oliver, Tully Marshall.
La sceneggiatura di Jeanie Macpherson si basa sull'omonimo racconto di Perley Poore Sheehan pubblicato a puntate su All-Story Weekly (12-26 gennaio 1918), che G. H. Watt avrebbe poi pubblicato come romanzo nel 1927.

## Trama

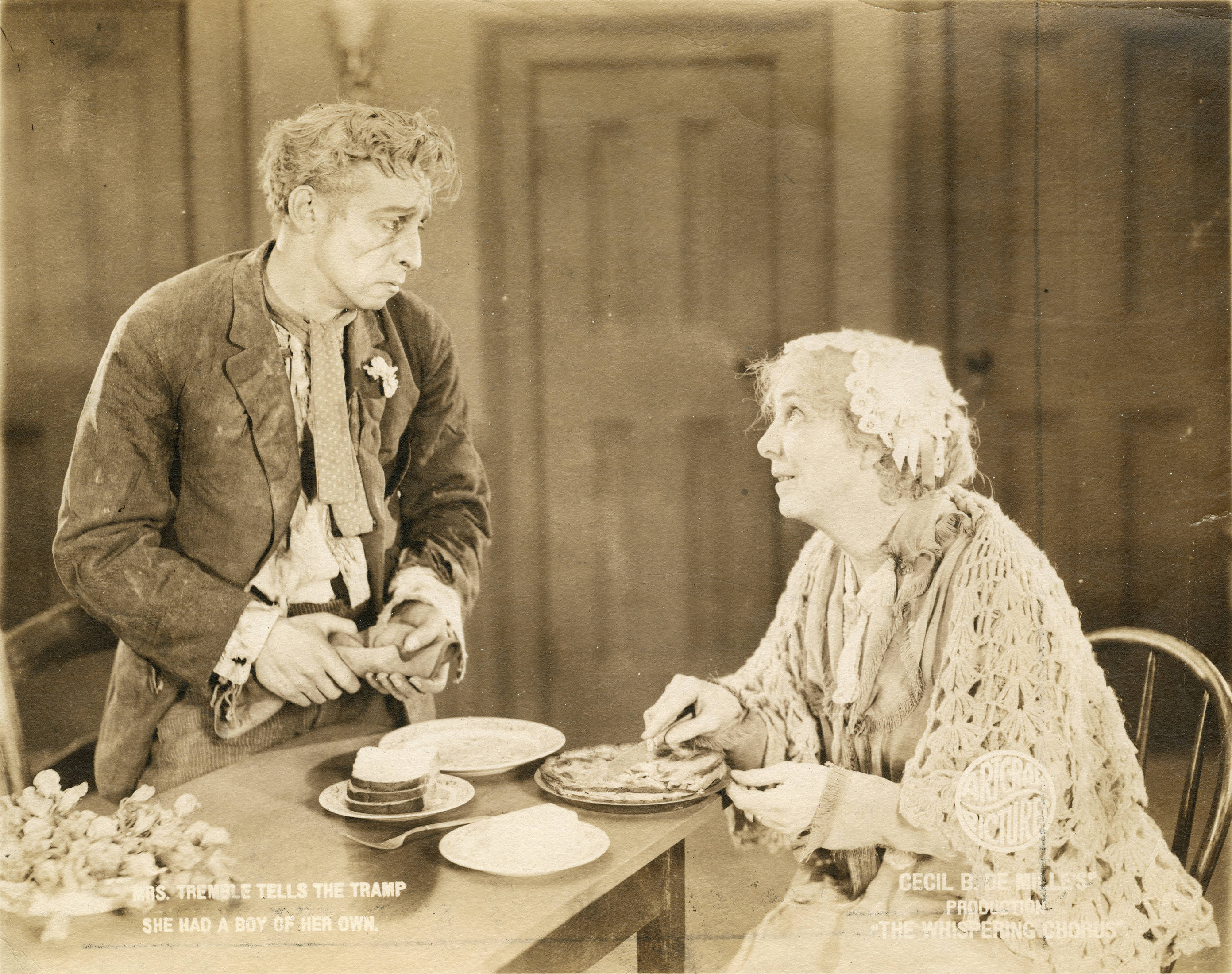
Raymond Hatton ed Edythe Chapman

John Trimble vive insoddisfatto: viene spinto a rubare del denaro dalla ditta dove lavora e, quando rischia di essere scoperto, fugge di casa, abbandonando sua moglie Jane. Trovato rifugio in un'isola vicina, cambia i suoi vestiti con quelli del cadavere di un uomo morto a causa di una caduta. Trimble lo sfigura in volto e lo butta nell'oceano. Quando il morto viene ritrovato, viene preso per Trimble che si ritiene essere stato assassinato.
Preso il nome di Edgar Smith, Trimble diventa un vagabondo oppiomane. Torna negli Stati Uniti solo per correre al capezzale della madre morente. L'uomo viene arrestato e accusato dell'omicidio di Trimble. Per non coinvolgere la moglie Jane che, avendolo creduto morto, si era nel frattempo sposata con George Coggeswell, diventato poi governatore dello stato, Trimble non rivela la propria identità e affronta la morte.

## Produzione
Il film fu prodotto dalla Famous Players-Lasky Corporation. Venne girato dal 10 dicembre 1917 al 31 gennaio 1918 con un budget stimato a 72.500 dollari. Alcune scene vennero girate sul fiume Ohio.
Una fonte riporta che il regista Cecil B. DeMille stava considerando l'idea di utilizzare un nuovo sistema di colorazione studiato insieme al direttore della fotografia Alvin Wyckoff, ma non esistono prove che il film sia stato girato interamente a colori.

## Distribuzione
Il copyright del film, richiesto dalla Famous Players-Lasky Corp., fu registrato il 12 marzo 1918 con il numero LP12193.

Distribuito dalla Paramount Pictures e presentato da Jesse L. Lasky, uscì nelle sale cinematografiche statunitensi il 28 marzo 1918. In Giappone, il film fu distribuito il 2 luglio 1920, in Francia prese il titolo di Le Rachat suprême. Negli Stati Uniti, il film incassò 242.109 dollari.
La pellicola, riversata in DVD, è uscita in diverse edizioni sia da sola sia accoppiata ad altro titolo.
Attualmente, negli Stati Uniti il film è di pubblico dominio.

## Conservazione
Copia completa della pellicola si trova conservata negli archivi dell'International Museum of Photography and Film at George Eastman House, in quelli dell'UCLA Film And Television Archive di Los Angeles, del BFI/National Film And Television Archive di Londra e all'Academy Film Archive di Beverly Hills.